# Iapó-formatie
De Iapó-formatie is een geologische formatie in het Paraná-bekken. De formatie bestaat uit sedimentaire afzettingen die verband houden met het Hirnantien, een ijstijd in het Laat-Ordovicium, die grote delen van het oude Gondwana-continent trof. Dit is voornamelijk diamictiet van verschillende kleuren, met een slibzandige matrix en het geheel is slecht gesorteerd.